# Agnė Širinskienė

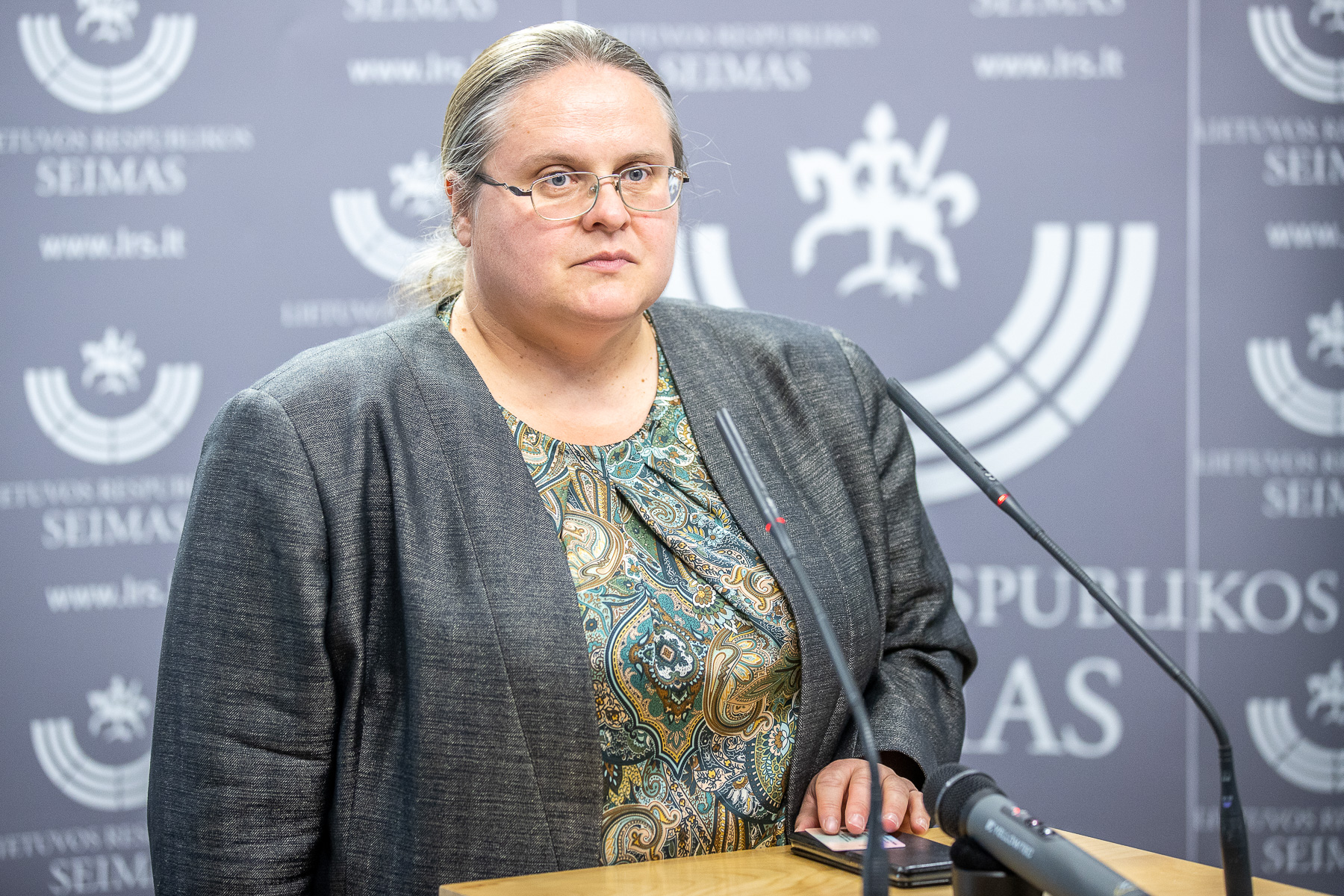
Agnė Širinskienė

Agnė Širinskienė (* 1975 in Vilnius) ist eine litauische linke Politikerin, seit 2016 Mitglied des Seimas, seit November 2024 Parlamentsvizepräsidentin.

## Leben
Nach dem Abitur 1993 an der Mittelschule Dūkštas in der Rajongemeinde Ignalina absolvierte Agnė Širinskienė 1998 das Studium der englischen Philologie und katholischen Theologie sowie 2000 das Lizenziat-Studium der Pastoraltheologie an  der  Vytauto Didžiojo universitetas (VDU) in der zweitgrößten litauischen Stadt Kaunas.  2005 promovierte sie an der VDU. 2007 absolvierte sie das Bachelorstudium  des Rechts und 2009 das Masterstudium der Fachrichtung EU-Recht an der Mykolo Romerio universitetas (MRU) in der litauischen Hauptstadt Vilnius.
Von 2002 bis 2004 lehrte Agnė Širinskienė an der Vilniaus pedagoginis universitetas als Lektorin und von 2003 bis 2004 an der Kauno medicinos universitetas. Ab 2004 lehrte sie als Dozentin an der MRU. Seit 2016 ist sie Mitglied im Seimas. Von 2016 bis 2020 war sie Mitglied im 12. Seimas und von 2020 bis 2024 im 13. Seimas. Seit dem 14. November 2024 ist sie Stellvertreterin von Saulius Skvernelis, des litauischen Parlamentspräsidenten, im 14. Seimas.
Seit 2024 ist Agnė Širinskienė Mitglied der nationalistischen Partei Nemuno aušra. Bis 2024 war sie Mitglied von LVŽS.